# Chiesa dei Santi Fabiano e Sebastiano (Villorba)
La chiesa dei Santi Fabiano e Sebastiano è la parrocchiale di Villorba, in provincia e diocesi di Treviso; fa parte del vicariato di Spresiano.

## Storia
La vecchia chiesa di Villorba venne costruita nel XVII secolo; tale struttura fu demolita nel 1948 per far spazio alla nuova parrocchiale.
La prima pietra di quest'ultima venne posta in quel medesimo anno; l'edificio, disegnato dall'architetto Luigi Candiani, fu portato a compimento nel 1952.
Tra il 1962 e il 1964 la chiesa venne dotata dell'impianto di riscaldamento; restaurata e risistemata negli anni ottanta e novanta, all'inizio del terzo millennio essa fu adeguata alle norme postconciliari.
La gradinata d'accesso alla parrocchiale venne interessata da un intervento di manutenzione tra il 2012 e il 2013, in occasione del quale si procedette alla realizzazione di una nuova rampa d'accesso.

## Descrizione

### Esterno

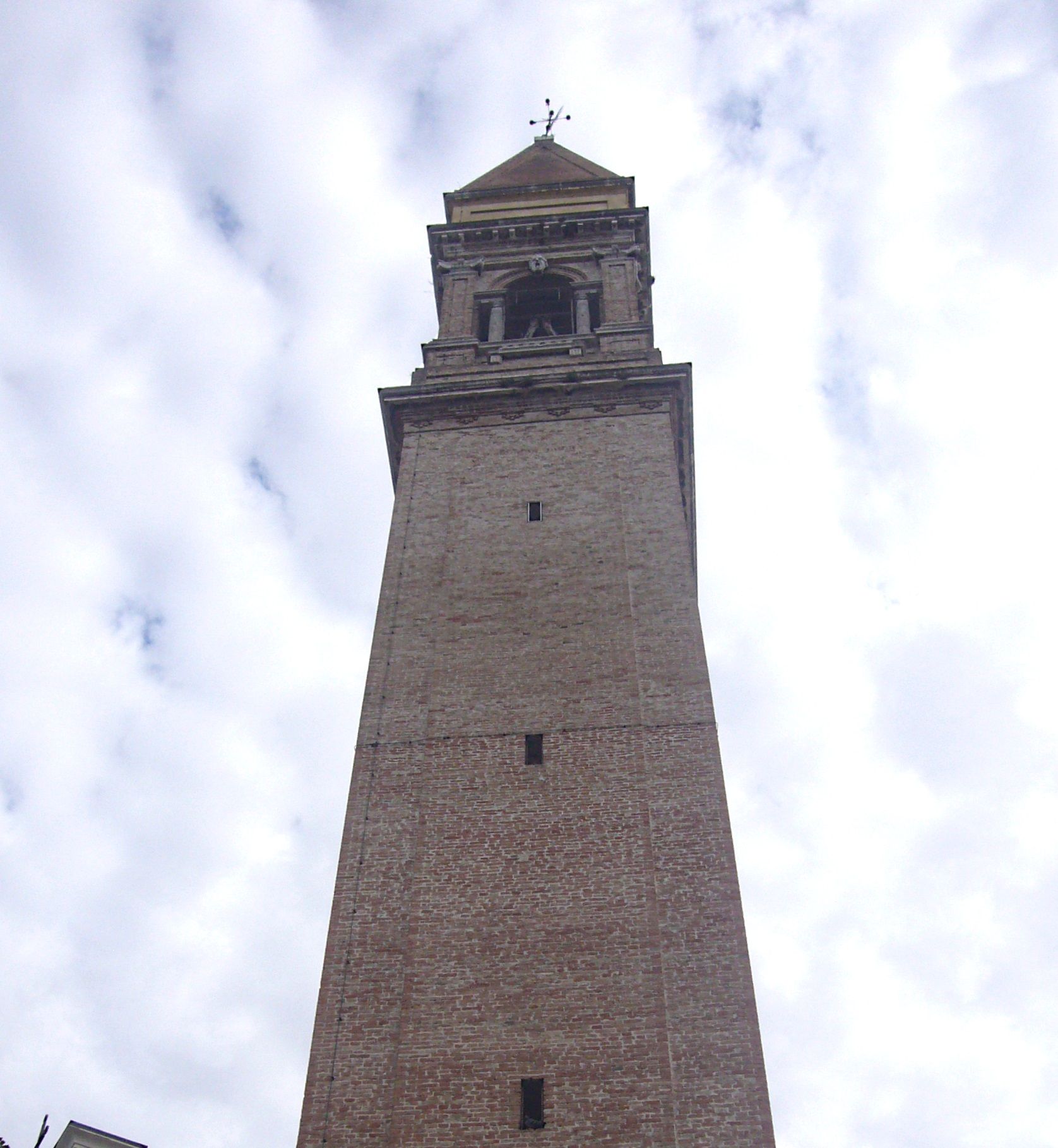
Il campanile

La facciata a salienti della chiesa, rivolta a ponente e in mattoni a faccia vista, si compone di tre corpi: quello centrale, suddiviso in due registri, presenta in quello inferiore quattro colonne e i tre portali d'ingresso e in quello superiore tre finestre a tutto sesto, mentre le due ali laterali sono caratterizzate da altrettanti sfondamenti e finestre a lunetta murate.
A pochi metri alla parrocchiale si erge su un alto basamento a scarpa il campanile a pianta quadrata, costruito nel 1810 su disegno di Francesco Zambon; la cella presenta su ogni lato una serliana affiancata da paraste ed è coronata dalla guglia piramidale.

### Interno
L'interno dell'edificio è suddiviso da colonne sorreggenti degli archi a tutto sesto, che costituiscono dunque delle grandi serliane, in tre navate; al termine dell'aula si sviluppa il presbiterio, rialzato di alcuni gradini e concluso dall'abside di forma semicircolare.
Qui sono conservate diverse opere di pregio, tra le quali una pala realizzata da Jacopo Palma e i quattro altari laterali, dedicati a San Sebastiano, a San Pio X, alla Beata Vergine Maria e a San Giuseppe. Nella chiesa è presente un organo a canne.